# San Pedro Acerón de Arriba
San Pedro Acerón de Arriba es una entidad de población española del municipio de Carrascal del Obispo, perteneciente a la provincia de Salamanca, en la comunidad autónoma de Castilla y León. En 2023, la entidad singular de población tenía empadronados dos habitantes.